# Grotesk

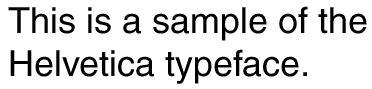
Teckensnittet Helvetica tillhör teckensnittsfamiljen grotesker.

Grotesk eller linjär är en typkaraktär som uppkom i England i början av 1800-talet under den tid då industrialismen tog fart och man inom typografin, liksom inom konsten, bröt med traditionen och sökte nya uttrycksmöjligheter. Beteckningen "grotesk" kommer ursprungligen från Tyskland, där man tidigt skapade typsnitt där både versaler och gemener saknade seriffer. Namnet har sedan lånats in till flera språk, bland dem svenska och engelska (grotesque).
På franska används istället sans serif, vilket helt enkelt betyder 'utan serif'. Ordet har överförts till engelskan som sans-serif och används inom datortekniken. Sans-serif-typsnitt kan både ha jämntjocka linjer (linjärer) eller ojämntjocka linjer (semilinjärer).

## Karaktär och användning
Den kraftiga typkonstruktionen och frånvaron av seriffer ger sämre ordbild än garalderna och didonerna, men lämpar sig desto bättre på datorskärmar där serifferna annars försämrar ordbilden. Grotesken har sin givna plats i dagspress och reklamsammanhang, samt i Internettext.

## Exempel på grotesker
- Akzidenz-Grotesk
- Arial
- Folio
- Futura
- Gill Sans
- Helvetica
- Neue Haas Grotesk
- Univers
- Verdana